# Усов, Владимир Владимирович
Владимир Владимирович Усов (род. 23 сентября 1983, г. Одесса, Одесская область, Украинская ССР, теперь Украина) — украинский IT-предприниматель и изобретатель. Председатель Государственного космического агентства Украины (2020).

## Биография
Владимир Усов родился 23 сентября 1983 года.

#### Образование
В 2005 году закончил экономический факультет Одесского национального морского университета по специальности «менеджмент организаций».

#### Карьера
Начал карьеру в качестве экспедитора транспортной компании «Интергейт» в 2002 году. С 2003 по 2006 год работал директором транспортной компании «ПНТ-групп». В мае 2006 перешел на должность директора медиакомпании «Волна», с 2010 по 2011 год возглавлял медиахолдинг «Репортер».

## Стартапы

#### Gutenbergz
В 2011 году перешел в IT-сферу. Первым его стартапом стало электронное издательство Gutenbergz, которое занимается разработкой интерактивных систем для iOS и Android. Стартап начал с разработки интерактивных книг. Первой такой книгой стал детектив Конан Дойла "Приключения Шерлока Холмса".

#### Kwambio
В 2014 году было начато деятельность стартапа Kwambio. В начале это была платформа для 3D-печати. Позже Kwambio становится компанией-разработчиком украинских высокоточных 3D-принтеров для керамики.
В 2019 году разработчики работали над проектом ADAM для 3Д печати органических костей и запустили цифровую платформу для создания виртуального атласа тела.
Стартап имеет офисы в Одессе и Нью-Йорке. Kwambio входит в топ-4 лучших ceramic 3D Printing компаний мира. (Клиенты: General Electric, Stanley, Applied Medical. Сотрудничество с NASA, Techstars).

## Государственное космическое агентство Украины
В январе 2020 года Владимир Усов возглавил Государственное космическое агентство Украины.
Пребывая на должности, Владимир Усов делал попытки вернуть в Украину спутник "Лыбидь"; провел инвентаризацию проекта украинского космического ракетного комплекса "Циклон-4", в который входят ракета-носитель "Циклон-4" и наземный комплекс по подготовке и запуску ракет и полезной нагрузки; пытался реструктурировать проект создания плавучего космодрома для запуска ракеты "Зенит-3SL" с экватора, "Морской старт", предлагал корпоратизировать завод «Южмаш» и КБ «Южное»,  предлагал разморозить проект строительства украинского космодрома в Бразилии; отмечал, что Украина должна стать инициатором создания международной образовательной космической академии для подготовки кадров.
Усов выступал в пользу идеи создания системы государственных спутников, космического ракетного комплекса и частных компаний, которые должны помогать создать украинский рынок космических услуг и проводил переговоры с инвестиционными компаниями. Усов отмечал перспективность участия Украины в программе по созданию окололунной станции Lunar Gateway.
За время пребывания в должности Усову удалось:
- разработать концепцию развития отрасли и проект Национальной космической программы;
- разработать концепцию корпоратизации государственных предприятий, законопроект о трансформации предприятий космической отрасли и анализ корпоративного управления в системе ГКАУ;
- начать инвентаризацию интеллектуальной собственности ГКАУ и запустить акселерационную программу для будущих космических стартапов.

В августе 2020 Владимир Усов стал государственным служащим 3-го ранга.
В октябре 2020 Усов был избран членом Международной академии астронавтики.

## Kurs Orbital
В 2021 году Владимир Усов стал соучредителем стартапа Kurs Orbital, который занимается обслуживанием коммерческих геостационарных спутников. На базе проверенных советских технологий Kurs Orbital разрабатывает новую платформу орбитального обслуживания. Аппарат будет заниматься перемещением на орбиту, снятием с орбиты, дозаправкой, заменой компонентов и ремонтом. Запуск аппарата планируют на 2023 год. К 2025 году компания планирует создать четыре аппарата обслуживания.

## Рейтинги
Владимир Усов включен в списки:
- 50 Выдающихся украинцев (The Ukrainians)[21]
- проект Гордость Украины (Канал 24)[22]
- проект Legacy Ukraine среди выдающихся инноваторов украинского происхождения[23].